# Johann Christian Wilhelm Augusti
Johann Christian Wilhelm Augusti (Eschenbergen, 27 de outubro de 1772 — Koblenz, 28 de abril de 1841) foi um teólogo protestante alemão, arqueólogo cristão e orientalista.

## Biografia
Nascido em Eschenbergen, perto de Gotha, Augusti era filho do pastor Ernst Friedrich Anton Augusti (1738-1827) e neto de um rabino convertido. Foi educado no ginásio de Gotha e na Universidade de Jena. Em Jena estudou línguas orientais, das quais se tornou professor ali em 1803. Posteriormente, foi professor de Teologia (1812), e por um tempo reitor, em Breslau. Em 1819 transferiu-se para a Universidade de Bonn, onde atuou como Privatdozent. Em 1828, foi nomeado membro diretor do conselho consistorial em Koblenz. Lá, foi depois nomeado diretor do Consistório do Reno da Igreja Evangélica na Prússia. Morreu em Koblenz.
Augusti tinha pouca simpatia pelas interpretações filosóficas modernas do dogma, e mantinha a fé tradicional. Suas obras sobre teologia (Dogmengeschichte, 1805) são simples declarações de fatos; elas não buscam um tratamento especulativo de seus temas. Em 1809, publicou em conjunto com Wilhelm Martin Leberecht de Wette uma nova tradução do Antigo Testamento, Grundriss einer historisch critischen Einleitung ins Alte Testament (1806), seu Exegetisches Handbuch des Alten Testaments (1797–1800), e sua edição de Die Apochryphen des A. T. (1804).
Além destes, os seus escritos mais importantes são os Denkwürdigkeiten aus der Christlichen Archäologie, 12 volumes (1817-1831), uma classe de materiais parcialmente analisados, e o Handbuch der Christ. Archäologie, (1836–1837), que dá mais consistência a um trabalho maior de uma forma mais compacta e sistemática.

## Obras
- Übersetzung und Erläuterung einzelner Stücke des Koran (1798)
- Exegetisches Handbuch des A. T. (1797 até 1800)
- Ausgabe der Apokryphen des A. T. (1804)
- Grundriß einer historisch-kritischen Einleitung ins A. T. (1806)
- Denkwürdigkeiten aus der christlichen Archäologie (1817 até 1831, 12 volumes)
- Kritik der neuen preußischen Kirchenagende (Bonn 1824)
- Näheren Erklärung über das Majestätsrecht (Bonn 1825)
- Corpus librorum symbolicorum, qui in ecclesia reformatorum auctoritatem publicam obtinuerunt (1827)
- Bemerkungen über die neue Organisation der evangelischen Kirche des Großherzogthums Hessen (1833)
- Historische Einleitung in die beiden Hauptkatechismen der evangelischen Kirche (1834)
- Handbuch der christlichen Archäologie (1837, 3 volumes) (Online, Vol. 1; Vol. 2; Vol. 3).